# Egholm (Limfjorden)
 For alternative betydninger, se Egholm. (Se også artikler, som begynder med Egholm)
Egholm er en mindre ø i den østlige del af Limfjorden umiddelbart vest for Aalborg og Nørresundby. Øen er ca. 6 km² og har 49 beboere (2020). Tidligere arbejdede de fleste beboere i landbruget, men i dag er mange pendlere. Egholm er forbundet med Aalborg via en færgeforbindelse med en overfartstid på ca. 5 minutter. Øen indgår i Vesterkær Sogn i Aalborg Kommune.
Størstedelen af Egholm er opdyrket, men der er også en del vild natur tilbage. Der findes vandrestier, lejrskole samt restauranten Kronborg, hvor der traditionelt blev serveret stegte ål. Hvert år besøger ca. 100.000 borgere og turister øen.
Egholm er i dag fuldstændig flad, højeste punkt er 1,5 meter over havoverfladen. Den lave højde gør øen sårbar over for stormflod. Man har derfor forsøgt at beskytte øen med diger. Det første dige blev bygget i 1909, og i dag er størstedelen af øen inddæmmet. Alligevel blev en del af øen oversvømmet ved orkanen i 2005.

## Historie
Det menes, at Egholm blev dannet ved en landhævning i stenalderen, ca. 8000-6000 år f.Kr.
Egholm nævnes først i Valdemar Sejrs jordebog over Kronens gods fra 1231, hvor den kaldes "Æggiæholm, et hus". Navnet formodes at hentyde til, at man i middelalderen samlede æg på øen, og huset formodes at være kongens jagthytte.
Gennem middelalderen havde øen skiftende ejere; konger, herremænd og Vor Frue Kloster i Aalborg. Der blev etableret fast beboelse fra omkring 1500, og flere af de da valgte gårdplaceringer huser stadig gårde. I 1583 fik den færøske søhelt Magnus Heinason øen i Len af sin ven Kong Frederik 2.. I 1809-10 købtes jorden næsten ligeligt af seks gårdmænd; i 1818-28 skete en udstykning til 20 landbrug; nogle af disse er nu sammenlagt til i alt 13 landbrug.
I 1914 etableredes fast motordrevet postbåd og i 1918 bygges en statsbro ved Nørredyb. I 1972 flyttedes forbindelsen til den nuværende i øens østkant.
Under 2. verdenskrig var ca. 50 tyske soldater stationeret på øen. De betjente luftværn, taktisk placeret mellem Flyvestation Aalborg og Vandflyvepladsen i Aalborg.

## Dyre- og planteliv
Egholms langvarige status som isoleret ø har haft stor betydning for dyrelivet på øen. Af de mere spændende arter man kan finde på øen er f.eks. sløruglen, mosehornuglen og den rødlistede strandtudse.
De lavvandede områder omkring øen er meget værdifulde som spisekammer for en række vandfugle f.eks. den sjældne og truede lysbugede knortegås, og i farvandet ud for Egholm kan man bl.a. se den spættede sæl.
Egholm har flere sjældne og truede plantearter. Den rødlistede langstilket filtrose vokser for eksempel her. På strandengene kan man finde de sjældne planter engklaseskærm, tangurt og flere.

## Fredning
Danmarks Naturfredningsforening har i 2006 rejst en fredningssag for øen. En evt. fredning vil have til formål "at sikre øens landskab og særprægede ønatur, at bevare og forbedre øens levemuligheder for plante- og dyreliv, og at udvikle øens rekreative kvaliteter og forbedre offentlighedens adgang." Fredningssagen er bl.a. rejst for at sikre, at en evt. tredje fast forbindelse over Limfjorden ikke får linjeføring over Egholm.

## Kunst
Egholm er en ramme for kunst, blandt andet:
Egholm. Landskab. Tegning af Johannes Larsen (1924)
Egholms Trold - Pil Tusindtunge af Thomas Dambo (2020)
Noisy Nature af Kunstpionererne (2020)
12 timers kunstvandring - Favne, del af Walking Landscapes (Metropolis) (2021) 
Egholm ved Ålborg, luftfoto af Jesper Larsen

## Egholm Festival
3.-4. august 2012 fik Egholm sin egen musikfestival: Egholm Festival. Musikken ligger i genren pop og rock. Musikerne er relativt ukendte, og først og fremmest af nordjysk afstamning.
Festivalen har to sceneområder. Et såkaldt Lounge område ved en strandbred ud til Limfjorden, hvor en mindre scene fortrinsvist besat af synger/sangskrivere er placeret. Derudover er der et lundområde få hundrede meter herfra, hvor en større scene er placeret. De to områder kaldes derfor også Loungen og Lunden.
Festivalen ligger i umiddelbar nærhed af Restaurant Kronborg, der i 2012 stod for at afhænde mad under arrangement. Restauranten er kendt for sine stegte ål, og er vel besøgt af aalborgensere og turister.

## Galleri
- Fugleflokke set mod nordøst fra øen Egholm, september 2009
- Dæmning på sydvest-kysten af øen Egholm, september 2009